# Sojuzmultfilm
Sojuzmultfilm (rusky Союзмультфи́льм) je ruské a předtím sovětské filmové studio zaměřené na animaci. Vzniklo roku 1936 jako Sojuzdětmultfilm (Союздетмультфильм), následujícího roku byl název zkrácen. V letech Sovětského svazu šlo o největšího a nejvýznamnějšího výrobce animované tvorby pro děti v Sovětském svazu. Řada jeho výtvorů měla dobrou uměleckou úroveň, i v Česku byly oblíbené například krátké filmy ze seriálu Jen počkej, zajíci! Po rozpadu Sovětského svazu bylo studio zčásti rozpuštěno a zčásti privatizováno a dnes již ani kvalitou, ani kvantitou zdaleka nedosahuje bývalé velikosti.